# Grub AR
| AR ist das Kürzel für den Kanton Appenzell Ausserrhoden in der Schweiz. Es wird verwendet, um Verwechslungen mit anderen Einträgen des Namens Grub zu vermeiden. |

Grub ist eine politische Gemeinde und eine Ortschaft im Vorderland des Kantons Appenzell Ausserrhoden (AR) in der Schweiz.

## Geographie
Das Dorf Grub liegt in einer Senke am Mattenbach, der die zwei Gemeinden Grub (Kanton St. Gallen) (nördlich) und Grub (AR) (südlich) trennt. Die Strasse von Heiden über Grub nach Rorschach ist seit dem 15. Jahrhundert in historischen Quellen bezeugt. Die von Heiden über Grub und Eggersriet nach St. Gallen verlaufende Strecke hat als Hauptstrasse 445 noch heute eine überregionale Bedeutung.
Das Gemeindegebiet von Grub (AR) grenzt an die Gemeinden Eggersriet (mit Grub SG), Rehetobel und Heiden. Das Gemeindegebiet umfasst neben dem Dorf verschiedene Weiler (Riemen, Halten, Hartmannsrüti, Schwarzenegg, Frauenrüti) und Einzelhöfe. Der höchste Punkt der Gemeinde liegt auf dem östlichen Nebengipfel des Berges Kaien mit 1115 m ü. M. Südlich davon gehört ein Abschnitt im Tal des Gstaldenbachs zum Gemeindegebiet. Dort befindet sich neben der Hauptstrasse 463 das Appenzeller Heilbad.
Im Südwesten liegt der Weiler Rüti, links vom Tobel des Kaienbachs, in Gemeinde Grub.

## Geschichte

Grub von Westen; Federaquarell von Johann Ulrich Fitzi, um 1850.
In der Bildmitte scharen sich die Häuser des kleinen Dorfs um die 1752 von Jakob Grubenmann gebaute reformierte Kirche. Rechts von ihr ist das barocke Pfarrhaus mit geschweiftem Satteldach zu erkennen. Links im Bild hebt sich der Turm der 1754/55 erbauten katholischen Kirche in sankt-gallisch Grub mit seinem markanten Zwiebelhelm ab.

Bei Ausgrabungen in Rorschacherberg im Jahr 1937 wurden Feuerstellen einer Hallstattsiedlung entdeckt. Dies deutet darauf hin, dass bereits vor über 2000 Jahren Menschen in diesem Gebiet sesshaft waren. Es wird angenommen, dass die Gegend als Jagdgrund benutzt wurde.
Die Siedlung wurde 1488 als uss der Gruob erstmals urkundlich erwähnt. Die frühesten Hofnennungen im 13. und 14. Jahrhundert deuten auf eine Besiedlung von Rorschach und Goldach (Westteil) her hin. Die Edlen von Rorschach als Lehensleute des Klosters St. Gallen schienen dabei wirtschaftliche Hauptnutzniesser gewesen zu sein. Nach den Appenzellerkriegen 1401 bis 1429 wurde Grub entlang dem Mattenbach geteilt zwischen dem neuen Land Appenzell (Grub AR) und dem Kloster St. Gallen (Grub SG). Das appenzellische Grub wurde an die Rhode Trogen angeschlossen. 1458 erfolgte eine Grenzbereinigung. Die eigentliche «Grub», eine Mulde im östlichen Gebiet, auf die der Ortsname zurückzuführen ist, war bis 1495 Rorschacher Allmend.

### Reformation
Kirchgenössig war das östliche Gebiet von appenzellisch Grub bis 1474 nach Rorschach, der Westteil bis 1603 nach Goldach. 1474 gab der Abt von St. Gallen die Erlaubnis zum Bau einer Kapelle als Tochterkirche Rorschachs im Ostteil von appenzellisch Grub. Diese scheint seither auch über eigene Behörden verfügt zu haben. Im Zuge der Reformation stimmten die Gruber mehrheitlich für einen Übertritt zum neuen Glauben. Ab 1589 wurde die Kirche von den sankt-gallischen Katholiken und den appenzellischen Reformierten paritätisch genutzt. Zwischen altem und neuem Glauben kam es jedoch immer wieder zu Spannungen, insbesondere bei den traditionellen Prozessionen über reformiertes Gebiet. 1751 erfolgte der Loskauf der Kirche durch die Reformierten. In sankt-gallisch Grub wurde eine neue, katholische Kirche errichtet.
1752 wurde ein Neubau der reformierten Kirche in appenzellisch Grub eingeweiht. Finanziert wurde das nun deutlich grössere Gotteshaus durch private Spenden. Entworfen und errichtet wurde die Kirche vom Teufner Baumeister Jakob Grubenmann. Das zeigt, dass einige Gruber Bürger Reichtum erlangt hatten, meist im Textilgewerbe (siehe Abschnitt Wirtschaft).
In den 1790er-Jahren begannen die Ideen der Französischen Revolution immer mehr Anhänger zu finden, auch in Grub AR. Dies bewirkte unter anderem die Verbesserung des bisherigen Landbuches. Dieses enthielt die damals in Appenzell Ausserrhoden geltenden Gesetze. Während der Helvetik war Grub Teil des Kanton Säntis, Distrikt Wald.

### 19. Jahrhundert
Ab dem Beginn des 19. Jahrhunderts wurde das Löschwesen der Gemeinde Grub verbessert. Schon früh besass das Dorf eine Feuerspritze. Diese kam erstmals 1832 beim Brand eines kleinen, unbewohnten Hauses zum Einsatz. Im Jahr 1838 brannte es ein weiteres Mal in Grub. Diesmal ging das ganze Dorf mitsamt Kirche und allen öffentlichen Gebäuden in Flammen auf. Einzig das «Haus zur Harmonie» und das Schützenhäuschen blieben verschont.
1843 wurde bei der Kirchhöri in Grub und Heiden der Entschluss gefasst, die Strasse Heiden-Grub-Eggersriet-Martinsbrücke-St. Gallen zu erneuern. Die Verbindung war für die Textilfabrikanten in Grub und Heiden von höchster Wichtigkeit, da sie den Zugang zum Wirtschaftszentrum St. Gallen sicherte. In den darauffolgenden Jahren wurden andere verkehrstechnische Erschliessungen innerhalb der Gemeinde Grub AR realisiert. Bei dieser Gelegenheit wurde auch eine Postkutsche auf dieser Strecke eingerichtet. Das Gemeindezentrum um die Kirche entwickelte sich erst in der zweiten Hälfte des 19. Jahrhunderts, vom Weiler zum Dorf.
1873 nahm Grub das Angebot aus Heiden zur Kostenbeteiligung an der Bahnverbindung zwischen Rorschach und Heiden nicht an. Nach der Aufhebung der Postkutschenlinie im Jahr 1875 war Grub somit schlecht an den öffentlichen Verkehr angeschlossen. Dies sorgte für Unmut. Nach einem Gesuch der Lesegesellschaft Grub – zusammen mit anderen Lesegesellschaften, deren Gemeinden von der schlechten Verkehrsanbindung betroffen waren – wurde die Postkutsche im Jahr 1895 wieder eingerichtet. Heute ist Grub via die Postautolinie Heiden-Engelburg im Halbstundentakt mit St. Gallen verbunden.

### 20. Jahrhundert
1910 wurde die private «Elektra Grub» mit Sitz in Grub AR gegründet. Sie trieb die Elektrisierung der Gemeinde voran. 1916 wurden deren Anlagen an die Gemeinde abgetreten.
Ab Beginn des Ersten Weltkrieges geriet Grub in wirtschaftliche Schwierigkeiten. In der Zwischenkriegszeit verarmte die Gemeinde, und die Armut hielt bis nach dem Zweiten Weltkrieg an. Erst danach begann sich Grub wirtschaftlich etwas zu erholen. Ab 1964 erstellte Neubauquartiere zeugen von der zunehmenden Beliebtheit Grubs als Wohngemeinde. Zu dieser Zeit entstanden auch andere Gebäude wie etwa die heutige Primarschule oder das Altersheim Weiherwies. Die Gemeinde sollte als Wohngemeinde attraktiver werden. Die Massnahmen erwiesen sich als wirksam. Im Zeitraum zwischen 1970 und 1990 erlebte Grub die grösste prozentuale Bevölkerungszunahme des Kantons Appenzell Ausserrhoden. Öffentliche Aufgaben werden seit 1970 vermehrt in Zweckverbänden wahrgenommen; so wird die Primarschule gemeinsam mit sankt-gallisch Grub geführt (seit 1978), die Sekundarschule in Wolfhalden besucht und das Grundbuch seit 2001 durch die Gemeinde Heiden betreut.

### Bevölkerung
Grub AR ist reformiert, im Gegensatz zu dem durch einen Bach getrennten Dorfteil Grub SG, welcher katholisch ist und zur politischen Gemeinde Eggersriet gehört. Im Jahr 2000 waren zwei Drittel der in Grub wohnhaften Erwerbstätigen Wegpendler. Heute (Stand September 2022) ist Grub noch immer ein beliebter Wohnort für Pendler insbesondere nach St. Gallen.
| Bevölkerungsentwicklung | Bevölkerungsentwicklung | Bevölkerungsentwicklung | Bevölkerungsentwicklung | Bevölkerungsentwicklung | Bevölkerungsentwicklung | Bevölkerungsentwicklung | Bevölkerungsentwicklung | Bevölkerungsentwicklung | Bevölkerungsentwicklung | Bevölkerungsentwicklung | Bevölkerungsentwicklung | Bevölkerungsentwicklung | Bevölkerungsentwicklung | Bevölkerungsentwicklung | Bevölkerungsentwicklung |
| ----------------------- | ----------------------- | ----------------------- | ----------------------- | ----------------------- | ----------------------- | ----------------------- | ----------------------- | ----------------------- | ----------------------- | ----------------------- | ----------------------- | ----------------------- | ----------------------- | ----------------------- | ----------------------- |
| Jahr                    | 1667                    | 1734                    | 1818                    | 1850                    | 1870                    | 1888                    | 1900                    | 1920                    | 1941                    | 1960                    | 1980                    | 2000                    | 2010                    | 2020                    | 2022                    |
| Einwohner               | 543                     | 890                     | 715                     | 967                     | 937                     | 992                     | 1017                    | 830                     | 679                     | 659                     | 833                     | 1038                    | 1005                    | 1007                    | 989                     |

## Politik
Mathias Züst ist der aktuelle Gemeindepräsident der Gemeinde Grub (Stand Juli 2023). Grub verfügt über einen siebenköpfigen Gemeinderat unter Leitung des Gemeindepräsidenten. Der Rat wird für eine vierjährige Amtszeit von den Stimmbürgern im Majorzverfahren bestimmt. Der Gemeinderat ist ein politisches Organ der Exekutive und kümmert sich im Rahmen seiner Kompetenzen um die laufenden Geschäfte der Gemeinde. Es gibt auf Gemeindeebene keine begrenzte Anzahl Amtszeiten. Die aktuelle Zusammensetzung des Gemeinderats ist auf der Webseite der Gemeinde ersichtlich.
Aufgrund der Einwohnerzahl hat Grub im Kantonsrat in Herisau, der Legislative des Kantons, einen Sitz. Die Person wird im Majorzverfahren von den Stimmbürgern für eine Amtszeit von vier Jahren gewählt. Die Kantonsräte vertreten die Interessen der Gemeinde auf kantonaler Ebene. Die aktuellen Vertretungen aller Gemeinden sind auf der Webseite des Kantonsrats verzeichnet.
In Grub AR sind vor allem Vereine politisch einflussreich (gewesen). In der Gemeinde gibt es (Stand August 2022) nur eine politische Partei, die FDP.

## Wirtschaft
Haupterwerbszweige bildeten wie überall in Appenzell Ausserrhoden Landwirtschaft und Textilgewerbe. Die Einführung der Baumwolle um 1750 liess einige Bewohner von Grub zu Textilfabrikanten aufsteigen, besonders gewinnbringend war die Weberei von Baumwollmusselin. Im 19. Jahrhundert bestanden eine Garnsiederei, eine Bleicherei und zwei Zwirnereien. Von ca. 1870 bis 1920 dominierten Plattstichweberei und Stickerei. Das Ende der Textilindustrie zur Zeit des Ersten Weltkriegs führte zu einer markanten Bevölkerungsabwanderung. Die Zahl der Bauernbetriebe sank von 1939 bis 2000 von 69 auf 16.
In Grub sind diverse Handwerksbetriebe ansässig. Es gibt eine Metzgerei, eine Käserei und einen Lebensmittelladen sowie mehrere Gasthäuser mit langer Tradition.
Ein wichtiger Arbeitgeber in der Gemeinde ist das Mineral- und Heilbad Unterrechstein. Die Heilquelle in Unterrechstein wird 1463 erstmals erwähnt, ein erster Badebetrieb ist für das Jahr 1785 nachgewiesen. Über die Jahre entwickelte sich ein Kurbad mit Wannenbädern. 1982 wurde das heutige Unternehmen gegründet und das Bad zu einem Gesundheits- und Wellnesszentrum mit Saunas, Massagen, Physiotherapie und Fitnessprogrammen ausgebaut.

### Bildung
Drei Schulen in Grub wurden erstmals im Jahr 1798 schriftlich erwähnt, unterrichtet wurde im Haus des Lehrers. Einige Eltern konnten das Schulgeld nicht aufbringen oder waren auf die Kinder als Mitverdiener angewiesen. Zudem war der Schulweg im Winter oft sehr beschwerlich. Aus diesen Gründen waren die Gruber Schulen schlecht besucht. Im Jahr 1798 regte der damalige Gruber Pfarrer an, Schulhäuser zu bauen. Ein erstes in der Dorfmitte wurde 1814 bezogen. 1829 wurden im «Riemen» und 1834 im «Kaien» zusammen mit Rehetobel weitere Schulhäuser erbaut. 1852 entstand auf Anregung der Lesegesellschaft eine Mädchenarbeitsschule, die zuerst auf privater Basis geführt und 1856 von der Gemeinde übernommen wurde. 1962 wurde ein neues Schulhaus mit Turnhalle und Turnplatz, Duschen, Pausenhalle und einer Kochschule errichtet. Die Primarschule ist noch heute in Betrieb. Ab 1978 wurden auch Lernende aus Grub SG dort unterrichtet. Der Zweckverband wurde jedoch aufgrund der Differenzen im Lehrplan der beiden Kantone später wieder aufgelöst.
Heute existieren in Grub zwei Kindergärten sowie eine Primarschule. An der Primarschule wird altersdurchmischt unterrichtet. Die Sekundarschule besuchen Gruber Lernende in Wolfhalden, das Gymnasium in Trogen AR. Das Berufsbildungszentrum für Jugendliche, die nach der Sekundarschule eine Lehre im Kanton Appenzell Ausserrhoden absolvieren, befindet sich in Herisau.

### Öffentliche Einrichtungen
Das Alterswohn- und Pflegeheim Weiherwies unterstützt ältere Menschen im Alltag. Das Heim verfügt über 1- und 2-Zimmer-Wohnungen. Das Alterswohnheim ermöglicht den Patienten selbstständiges Wohnen, solange dies funktioniert. Ebenfalls bietet die Institution verschiedene Alltagsaktivitäten wie Singen, Gedächtnistraining und Turnen an.

### Soziale Institutionen
1846 war in Grub eine «Armenversorgungsanstalt» gegründet und in einem von der Gemeinde gekauften Haus in der Rüti untergebracht worden. 1849 wurde sie aufgrund der schlechten Führung der Armeneltern – den zwei Betreuern der «Insassen» – aufgelöst. Eine zweite Armenversorgungsanstalt, diesmal unter dem Namen «Armen- und Waisenanstalt», entstand 1857 in der Frauenrüti. Es gab weiterhin Missstände innerhalb der Anstalt, jedoch waren diese laut Gemeindeverwaltung nicht so gravierend wie im ersten Haus. 1972 wurde die mittlerweile zum Bürgerheim umbenannte Institution aufgelöst. Seither wird das Gebäude privat genutzt.
Vom Zweiten Weltkrieg bis Mitte der 1960er-Jahre führte die Kinderhilfe des Schweizerischen Roten Kreuzes auf der Hartmannsrüti das Kinderheim Friedberg. Mehr als 30 vom Kriegsgeschehen betroffene Kinder fanden dort vorübergehend oder auch längerfristig eine Bleibe.

### Literatur

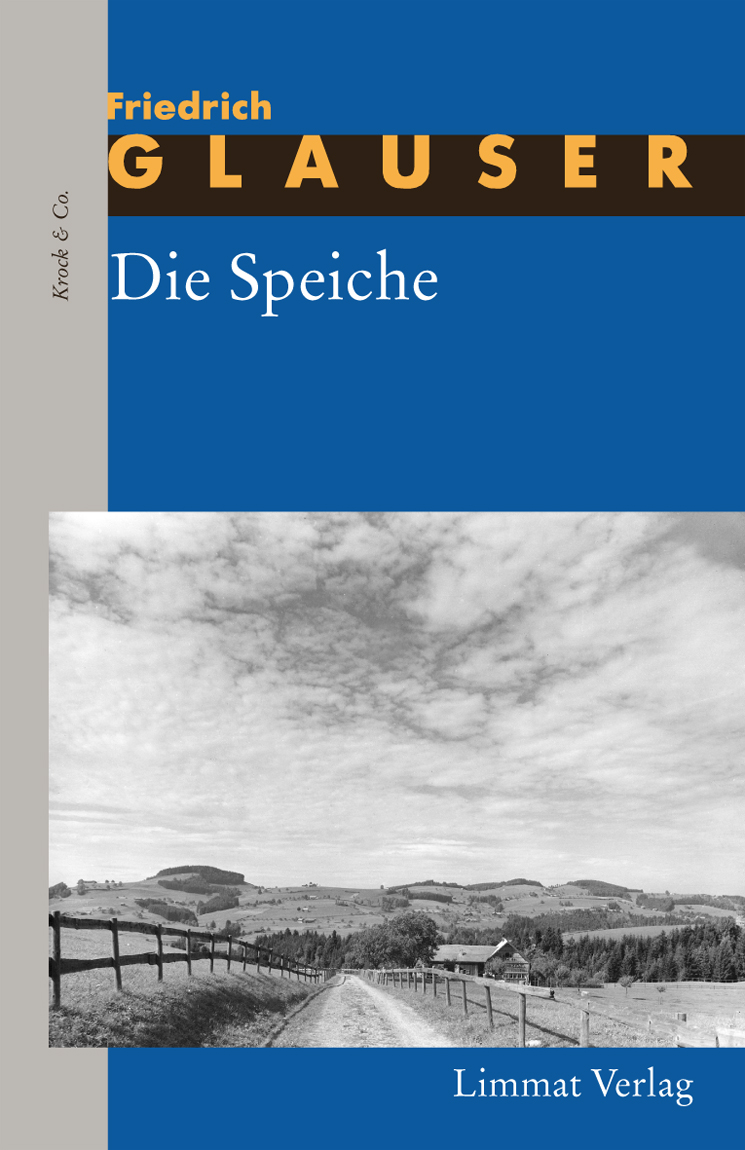
Titelbild von "Die Speiche" in der Werkausgabe des Limmatverlags

## Kultur und Freizeit

### Lesegesellschaft
Die Gruber Lesegesellschaft wurde am 10. April 1836 als Donnerstag-Gesellschaft gegründet. Zu diesem Namen kam sie, da ihre Tagungen immer donnerstags stattfanden. Die Lesegesellschaft leistete grosse Beiträge für das öffentliche Wohl: So richteten sie etwa eine Jugendbibliothek (1837) und eine Ersparniskasse (1838) ein. Ab 1847 nahm sie sich auch der Führung der Gemeindechronik an, die vom Pfarrer Johann Ulrich Walser begonnen worden war. Auch organisierte die Gesellschaft die Feierlichkeiten des 100-Jahr-Jubiläums von Grub im Jahr 1852. Mit dem Beginn des 20. Jahrhunderts engagierte sich die Donnerstag-Gesellschaft besonders für den elektrischen Anschluss der Gemeinde, darunter auch die Strassenbeleuchtung.

### Musik
Das Gruberchörli wurde 1991 gegründet und besteht heute aus 19 Mitgliedern. Geleitet wird der Chor von Jürg Meier. Das Gruberchörli pflegt den Jodelgesang, veranstaltet Unterhaltungen und nimmt an Jodlerfesten teil. Es hat zwei CDs aufgenommen.
Die Musikgesellschaft Grub litt in den letzten Jahren zunehmend unter Mitgliederschwund und spannt deshalb ab 2022 mit den Musikvereinen von Eggersriet, Grub SG und Untereggen für ein Gemeinschaftsprojekt zusammen.

### Bauwerke
Reformierte Kirche, 1752 erbaut von Jakob Grubenmann. Der Turm ist seitlich angebaut und trägt einen spitzen Helm nach dem Vorbild von Hundwil. Bemerkenswert ist insbesondere der Dachstuhl mit seiner brückenartigen Tragkonstruktion. Der Innenraum ist durch zwei Stufen in Schiff und Chor unterteilt und wird von einer Felderdecke überwölbt. Die Felder waren ursprünglich blau gestrichen und mit goldenen Sternen versehen, seit der Renovation 1943 sind sie in Lärchenholz ausgeführt. Kanzel und Taufstein datieren von 1691, wurden also aus der alten Kirche übernommen.
Das Pfarrhaus von Grub wurde 1786 von Jakob Kriemler erbaut. Es nimmt den Stil der barocken Fabrikantenhäuser mit einem geschweiften Satteldach auf und weist die traditionellen Reihenfenster auf.

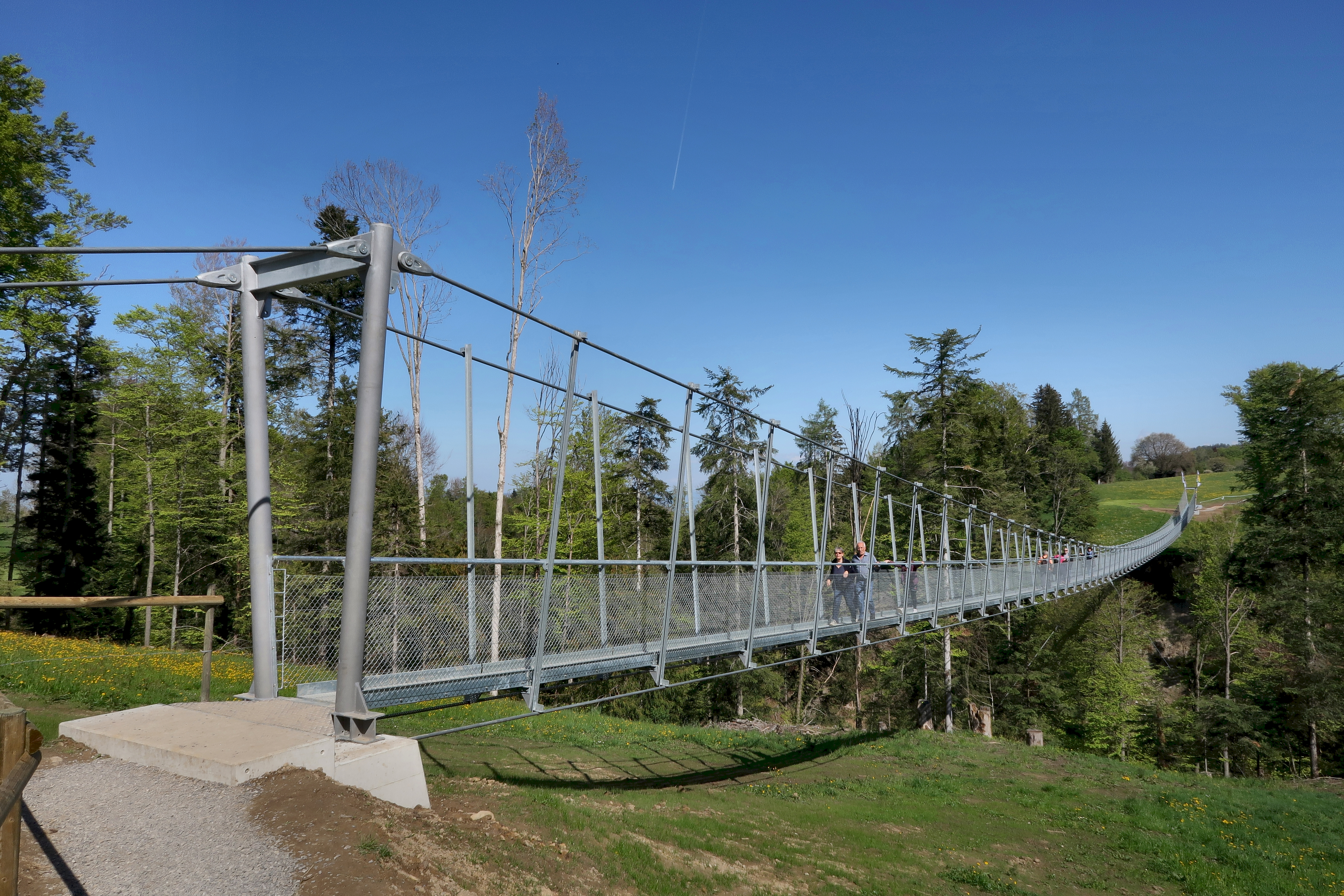
Die Hängebrücke am Weg von Heiden nach Grub

Im April 2019 wurde eine Hängebrücke nordöstlich von Grub AR über den Mattenbach eingeweiht, die Grub SG mit Heiden verbindet. Es handelt sich um eine Stahlkonstruktion mit vier Tragseilen. Die Brücke ist 180 Meter lang und 90 cm breit. Der höchste Punkt befindet sich 40 Meter über der Schlucht.

### Sport
1900 wurde in Grub ein erster Turnverein gegründet. Dieser wurde aber bald nach seiner Gründung aufgrund geringer Mitgliederzahlen aufgelöst. Ein zweiter Anlauf wurde 1948 gewagt: Der Erfolg dieses zweiten Vereins war so gross, dass sich in den 1960er-Jahren innerhalb des Vereins nun einzelne Riegen bildeten, darunter die Mädchen-, Damen-, Frauen- und Männerriege.
Erste Vereinsdokumente einer Schützengesellschaft datieren aus dem Jahr 1840. Allerdings sind schon im Jahr 1639 erste Schützen belegt. Bis 1920 musste die Schützengesellschaft zweimal ihren Schiessplatz aufgrund von Querelen mit den Bewohnern oder unzureichenden Sicherheitsvorkehrungen wechseln. Bis 1923 war der Verein in Grub der einzige im Kanton, der keinen gedeckten Schiessstand besass. Erst 1933 bekamen die Schützen einen eigenen Schiessstand mit zeitgemässer Infrastruktur. Der Schützenverein existiert noch heute, allerdings musste er seine Lokalitäten aus den 1930er-Jahren aufgeben.
Eine Spezialität des Appenzeller Vorderlandes ist das Zimmerschützen. Geschossen wird kniend auf eine Distanz von 9 Metern in einem Saal, heute in einer Zivilschutzanlage. Der Zimmerschützenverein Grub besteht seit 1886 und zählt noch 21 aktive Mitglieder (Stand 2018).
In Grub existiert seit 1996 der Verein «Pesis Hirvet» (zu deutsch etwa «Nest-Elche»). Er wurde ursprünglich 1991 gegründet, hiess damals allerdings noch Sportgruppe des SVFF Ostschweiz. Gespielt wird sogenanntes Pesäpallo, eine finnische Version des amerikanischen Baseball.

### Naherholung
1965 wurde der Skilift Grub-Kaien angelegt. Er ist etwa 1 km lang und führt auf 1065 m u. M. hinauf. Der Skilift wird von einem Verein betrieben, der auch das Skiliftstöbli führt.
Das Naturfreundehaus Kaien steht auf 1100 m ü. M. und wird von den Naturfreunden Region Rorschach betrieben. An Wochenenden ist es bewartet, und es bietet Übernachtungsplätze für bis zu 60 Personen.
Des Weiteren gibt es in und um Grub AR zahlreiche Wanderwege. Eine Attraktion ist die im April 2019 eingeweihte Hängebrücke über den Mattenbach am Weg von Heiden nach Grub AR.

## Persönlichkeiten
- Alfred Altherr (1843–1918), evangelisch-reformatorischer Geistlicher und Schriftsteller
- Andrea Caroni (* 19. April 1980), Politiker, Ständerat
- Max Graf-Zeller (1909–1990), Käser, Gemeindehauptmann, Oberrichter, Kantonsrat[28]
- Johann Jakob Hohl (1809–1859), Gemeindepräsident, Kantonsrat, Gründer der Ausserrhoder Assekuranz
- Ludwig Hohl (1904–1980), Schweizer Schriftsteller
- Peter Maurer (* 1947), Künstler
- Sonja Nef (* 19. April 1972), Skirennfahrerin
- Alice Scherrer-Baumann (* 1947), Politikerin, Regierungsrätin, Frau Landammann
- Jakob Schläpfer (1719–1779), Textilunternehmer
- Johann Konrad Tobler (1757–1825), Textilunternehmer, Politiker und Tagsatzungsgesandter
- Johann Ulrich Walser (1798–1866), Theologe, Pfarrer, Publizist, Politiker
- Walter Züst (* 1931), Gemeindeschreiber, Lokalhistoriker, Autor

## Bilder

Grub AR im Vordergrund, im Hintergrund Grub SG und Fünfländerblick
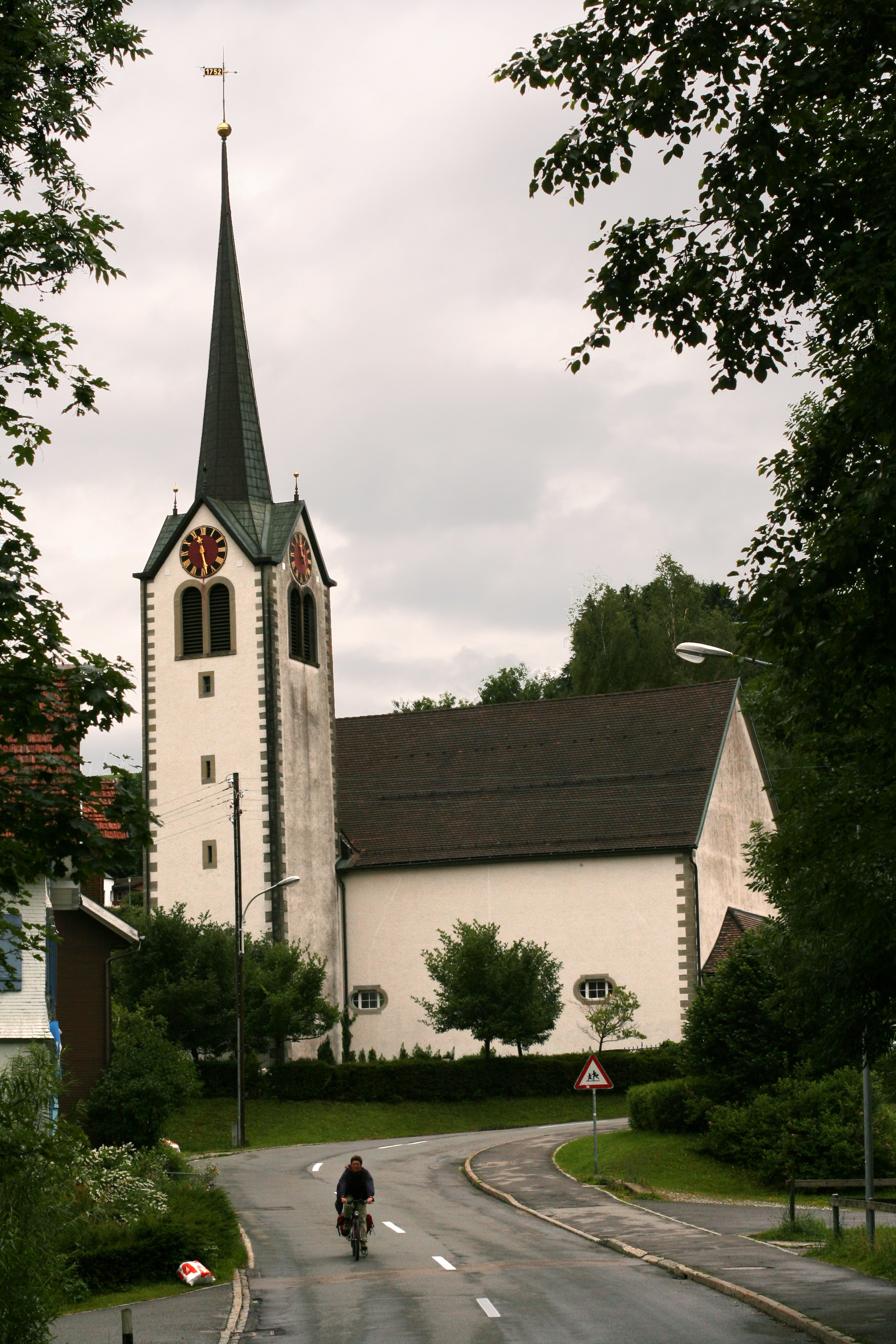
Reformierte Kirche
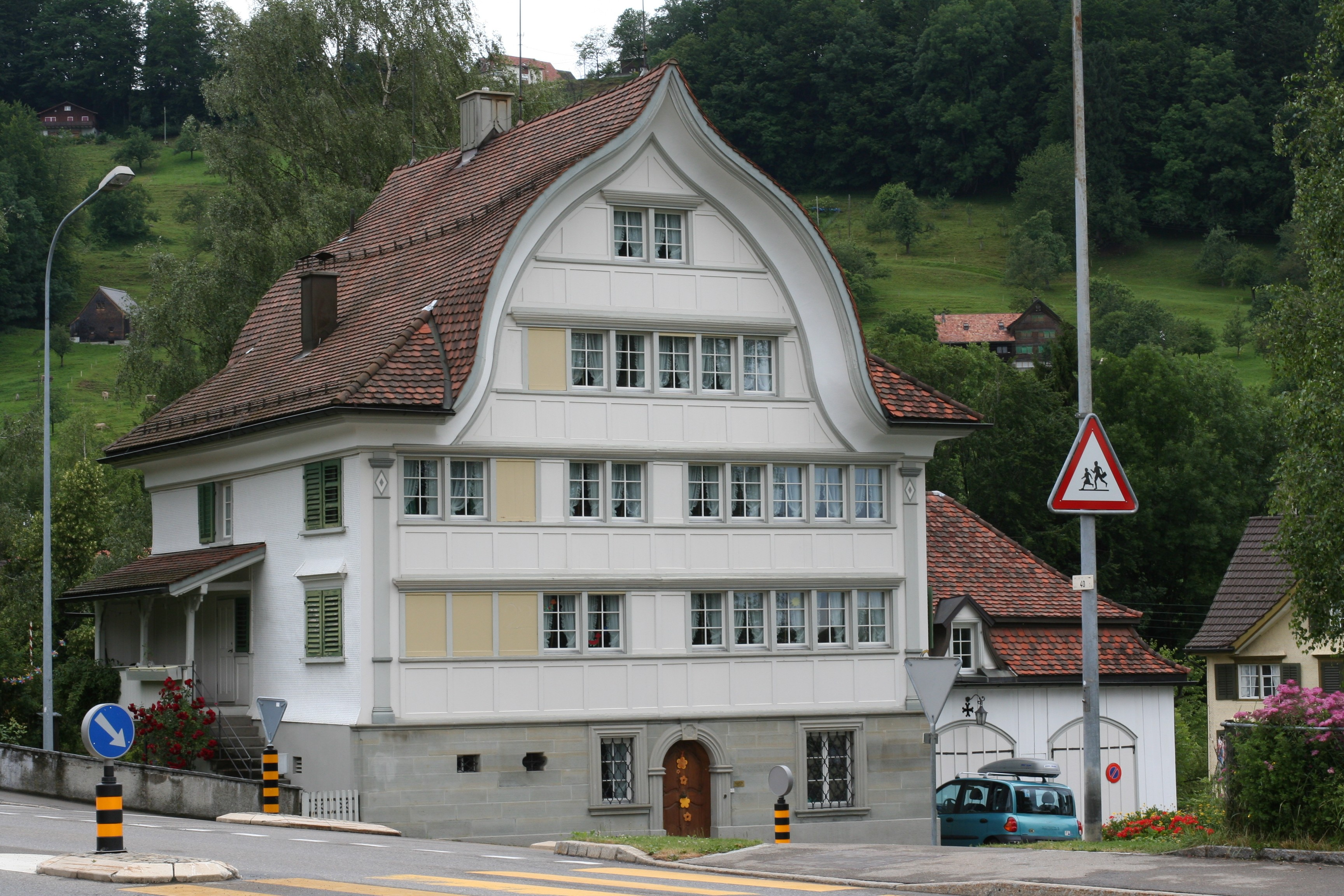
Das Pfarrhaus Grub